# Prestine
Prestine (lombardul: Prèsten) település Olaszországban, Lombardia régióban, Brescia megyében.  Prestine Bagolino, Bienno, Breno és Niardo községekkel határos.

## Népesség
A település lakossága az elmúlt években az alábbi módon változott: